# Чесапік-Біч (Меріленд)
Чесапік-Біч (англ. Chesapeake Beach) — місто (англ. town) в США, в окрузі Калверт штату Меріленд. Населення — 6356 осіб (2020).

## Географія
Чесапік-Біч розташований за координатами 38°41′22″ пн. ш. 76°33′16″ зх. д. / 38.68944° пн. ш. 76.55444° зх. д. (38.689459, -76.554409).  За даними Бюро перепису населення США в 2010 році місто мало площу 7,24 км², з яких 7,02 км² — суходіл та 0,22 км² — водойми.

## Демографія
Згідно з переписом 2010 року, у місті мешкали 5753 особи в 2134 домогосподарствах у складі 1520 родин. Густота населення становила 794 особи/км².  Було 2354 помешкання (325/км²).
Расовий склад населення:
| - 84,8 % — білих - 9,8 % — чорних або афроамериканців - 1,4 % — азіатів - 0,6 % — корінних американців |

До двох чи більше рас належало 2,8 %. Частка іспаномовних становила 2,8 % від усіх жителів.
За віковим діапазоном населення розподілялося таким чином: 28,6 % — особи молодші 18 років, 64,3 % — особи у віці 18—64 років, 7,1 % — особи у віці 65 років та старші. Медіана віку мешканця становила 36,2 року. На 100 осіб жіночої статі у місті припадало 92,6 чоловіків;  на 100 жінок у віці від 18 років та старших — 89,3 чоловіків також старших 18 років.
Середній дохід на одне домашнє господарство  становив 107 127 доларів США (медіана — 95 086), а середній дохід на одну сім'ю — 116 231 долар (медіана — 96 573). За межею бідності перебувало 12,2 % осіб, у тому числі 13,0 % дітей у віці до 18 років та 17,2 % осіб у віці 65 років та старших.
Цивільне працевлаштоване населення становило 2765 осіб. Основні галузі зайнятості: публічна адміністрація — 22,7 %, освіта, охорона здоров'я та соціальна допомога — 13,9 %, мистецтво, розваги та відпочинок — 12,5 %.